# Migrate
„Migrate” jest piosenką napisaną przez Mariah Carey.

## Listy przebojów
| Chart (2008 r.)                      | Pozycja |
| ------------------------------------ | ------- |
| U.S. Billboard Hot 100               | 92      |
| U.S. Billboard Hot R&B/Hip Hop Songs | 95      |
| U.S. Billboard Pop 100               | 69      |
| Canadian Digital Singles Chart       | 70      |
| Portugal Singles Chart               | 38      |